# Конгазчикул-де-Сус
Конга́зчикул-де-Сус (Верхній Конгазчикул, Верхній Конгазчик, рум. Congazcicul de Sus) — село в Комратського округу Гагаузії Молдови, є центром комуни, до якої також відносяться села Конгазчикул-де-Жос та Дудулешти.
Населення комуни (1970 осіб) утворюють в основному гагаузи — 1445 осіб, живуть також молдовани — 363, болгари  — 96, росіяни — 35, українці — 26.